# Karisma Evi Tiarani
Karisma Evi Tiarani (Boyolali, 19 gennaio 2001) è un'atleta paralimpica indonesiana.

## Biografia
Nata con una deformazione congenita, con la gamba sinistra che è più corta della destra, Tiasmani ha iniziato con l'atletica leggera paralimpica nel 2014 a Surakarta.

## Record
- 100 metri piani: 
  - 14"26 ( Parigi, 7 settembre 2024)

## Palmarès
| Anno | Manifestazione           | Sede              | Evento                       | Risultato | Prestazione | Note                  |
| ---- | ------------------------ | ----------------- | ---------------------------- | --------- | ----------- | --------------------- |
| 2018 | Giochi para-asiatici     | Giacarta          | 100 m piani T63              | Oro       | 14"98       | Record asiatico       |
| 2018 | Giochi para-asiatici     | Giacarta          | Salto in lungo T63           | Argento   | 4,03 m      |                       |
| 2018 | Giochi para-asiatici     | Giacarta          | Staffetta 4x100 m universale | Bronzo    | 50"09       |                       |
| 2019 | Mondiali paralimpici     | Dubai             | 100 m piani T63              | Oro       | 14"72       | Record dei campionati |
| 2021 | Giochi paralimpici       | Tokyo             | 100 m piani T63              | 4ª        | 14"83       | [ 1 ]                 |
| 2021 | Giochi paralimpici       | Tokyo             | Staffetta 4x100 m universale | Batteria  | 50"55       | [ 2 ]                 |
| 2023 | Mondiali paralimpici     | Parigi            | 100 m piani T63              | 4ª        | 14"76       | [ 3 ]                 |
| 2023 | Giochi para-asiatici     | Hangzhou          | 100 m piani T63              | Argento   | 14"37       | Record mondiale       |
| 2023 | World Abilitysport Games | Nakhon Ratchasima | 100 m piani T63              | Oro       | 14"70       |                       |
| 2024 | Mondiali paralimpici     | Kōbe              | 100 m piani T63              | Oro       | 14"65       | [ 4 ]                 |
| 2024 | Giochi paralimpici       | Parigi            | 100 m piani T63              | Argento   | 14"26       | [ 5 ]                 |